# Park Si-eun
Park Si-eun (Koreanisch: 박시은; * 1. August 2001) ist eine südkoreanische Popsängerin und Schauspielerin. Sie gewann den Preis für die beste Nachwuchsschauspielerin bei den SBS Drama Awards 2018 für ihre Rolle als Woo Seo-ri in Still 17. Sie war Trainee bei JYP Entertainment, verließ die Agentur aber 2019, als sich die JYP-Abteilung für Schauspieler auflöste. Nachdem sie im Dezember 2019 einen Vertrag bei High Up Entertainment unterzeichnete, trat sie der K-Pop-Girlgroup STAYC bei, welche im November 2020 ihr Debüt hatte.
Ihr Vater ist der Sänger Park Nam-jung. Sie hat eine jüngere Schwester.

## Filmografie

### Film
| Jahr | Name           | Rolle          | Ref.  |
| ---- | -------------- | -------------- | ----- |
| 2015 | Love Forecast  | Kang Joon-hee  | [ 3 ] |
| 2018 | Golden Slumber | Jeon Sun-young |       |

### TV-Serien
| Jahr | Name                                  | Rolle           | Network    | Ref.   |
| ---- | ------------------------------------- | --------------- | ---------- | ------ |
| 2014 | Pluto Squad                           | Jin Sun-mi      | EBS        |        |
| 2014 | Pride and Prejudice                   | Han Yeol-mu     | MBC        | [ 4 ]  |
| 2015 | Six Flying Dragons                    | Yeon-hee        | SBS        | [ 5 ]  |
| 2016 | Signal                                | Oh Eun-ji       | tvN        | [ 6 ]  |
| 2016 | The Good Wife                         | Lee Seo-yeon    | tvN        | [ 7 ]  |
| 2016 | Welcome to My Lab 2                   | Jenny           | Tooniverse | [ 8 ]  |
| 2016 | The Gentlemen of Wolgyesu Tailor Shop | Oh Young-eun    | KBS2       | [ 9 ]  |
| 2017 | Queen for Seven Days                  | Shin Chae-kyung | KBS2       | [ 10 ] |
| 2017 | Criminal Minds                        |                 | tvN        | [ 11 ] |
| 2017 | Rain or Shine                         | Ha Moon-soo     | JTBC       | [ 12 ] |
| 2018 | Still 17                              | Woo Seo-ri      | SBS        | [ 13 ] |
| 2019 | The Crowned Clown                     | Choi Kye-hwan   | tvN        | [ 14 ] |
| 2019 | Everything and Nothing                | An Seo-Yeon     | SBS        | [ 15 ] |
| 2020 | Mystic Pop-up Bar                     | Wol-joo         | JTBC       |        |

### Variety-Shows
| Jahr | Name                                             | Sender     | Ref.   |
| ---- | ------------------------------------------------ | ---------- | ------ |
| 2012 | Star Junior Show Bungeoppang                     | SBS        | [ 16 ] |
| 2013 | The Unlimited Show (Staffeln 4–5)                | Tooniverse | [ 17 ] |
| 2013 | Kids Are Life's Blessing                         | JTBC       | [ 18 ] |
| 2013 | Star Family Show                                 | Channel A  | [ 19 ] |
| 2014 | Happy Together (Staffel 3)                       | KBS2       | [ 20 ] |
| 2018 | Happy Together (Staffel 4)                       | KBS2       | [ 21 ] |
| 2019 | King of Mask Singer (101st Generation Mask King) | MBC TV     | [ 22 ] |

## Auszeichnungen und Nominierungen
| Jahr | Wettbewerb       | Kategorie          | Nominiert für        | Ergebnis  | Ref.   |
| ---- | ---------------- | ------------------ | -------------------- | --------- | ------ |
| 2017 | KBS Drama Awards | Best Young Actress | Queen for Seven Days | Nominiert |        |
| 2018 | SBS Drama Awards | Best Young Actress | Still 17             | Gewonnen  | [ 23 ] |